# Haloxylon persicum
Espèce
Classification phylogénétique
Synonymes
Haloxylon persicum, le saxaul blanc, est un petit arbre appartenant à la famille des  Amaranthaceae en classification phylogénétique et des Chenopodiaceae en classification classique. 

## Description
L'Haloxylon persicum a une tige épaisse et robuste et une écorce gris clair, atteignant 4,5 à 5 mètres de hauteur. Il a un  feuillage pauvre en grandes feuilles ; en fait, ses feuilles ont régressé sous forme de branches succulentes. La plante affectionne les collines de sable, les déserts et les crêtes sablonneuses, où elle forme souvent des peuplements monospécifiques, ayant une densité moyenne pouvant aller jusqu'à 400-500 arbres par hectare. Le saxaul blanc est un arbre robuste qui peut pousser sur sol pauvre en nutriment et peut tolérer la sécheresse. L'arbre garde ses feuilles toute l'année et fleurit en mai – juin.

## Distribution
Il est largement réparti en Asie occidentale, centrale et orientale : depuis la Palestine, l'Égypte, le Sinaï, le sud de l'Irak, l'Arabie Saoudite, l'Iran, Oman, les Émirats arabes unis, jusqu'à l'Afghanistan, le Pakistan et le Kirghizistan, le Turkménistan, etc. et la Chine (Xinjiang etc.).

## Utilisations
L'importance du système racinaire de la plante permet la stabilisation des sols sableux. Le bois résistant et lourd est utilisé en menuiserie générale. Comme il brûle bien et donne une bonne chaleur, il est utilisé comme combustible. Il est appelé "ghada" en arabe et a été fréquemment mentionné dans la poésie arabe classique.

## Ravageurs
Turcmenigena warenzowi (nl) (capricorne du saxaul, capricorne de Varentsov) est un ravageur du saxaul blanc au Kazakhstan, au Turkménistan et en Ouzbékistan.